# Claude Bertrand (acteur)
Pour les articles homonymes, voir Claude Bertrand et Bertrand.
Claude Bertrand est un acteur français, né le 24 mars 1919 à Gréasque (Bouches-du-Rhône) et mort le 14 décembre 1986 à Montpellier (Hérault).
Il doublait régulièrement les acteurs Bud Spencer, Burt Lancaster, Roger Moore (notamment dans les films James Bond), John Wayne et Charles Bronson, ainsi que des personnages de dessins animés comme Baloo, Thomas O'Malley dans Les Aristochats, Petit Jean dans Robin des Bois des studios Disney, le capitaine Haddock ou encore de multiples personnages dans Scooby-Doo.

## Biographie
Passionné par le théâtre, Claude Bertrand est reçu au concours du Conservatoire national d’art dramatique de Paris. En 1946, il commence par faire de la figuration au théâtre du Vieux Colombier avant de faire ses débuts au cinéma en 1948 dans Le Secret de Mayerling de Jean Delannoy. À la télévision, il  participe à des pièces de l'émission Au théâtre ce soir de Pierre Sabbagh, comme Arsenic et Vieilles Dentelles en 1971, et à de nombreux épisodes des  Cinq Dernières Minutes.
Mais c'est surtout grâce au doublage qu'il acquiert une grande notoriété : il prête ainsi sa voix à de nombreux acteurs dans les années 1960 et 1970, parmi lesquels Roger Moore, Charles Bronson, John Wayne mais aussi Eli Wallach (dans Le Bon, la Brute et le Truand), Bud Spencer, Burt Lancaster ou Eddie Albert (dans la série Switch).
Il participe aussi au doublage de plusieurs dessins animés, dont plusieurs productions Disney : Le Livre de la jungle (Baloo), Les Aristochats (Thomas O'Malley), Robin des Bois (Petit-Jean). Il est la voix du capitaine Haddock dans les adaptations au cinéma des Aventures de Tintin, Banta dans Goldorak ou encore le docteur Zero dans Albator, le corsaire de l'espace.
Il est à noter que pour des acteurs tels que Bud Spencer ou Burt Lancaster, Claude gardait sa voix grave et lourde, et quand il s'agissait de Roger Moore, il lui donnait une voix plus douce, avec un style gentleman anglais.
En 1979, Claude Bertrand ralentit ses activités et s’installe à Bessèges (Gard). Il ne délaisse pas pour autant les doublages, faisant régulièrement des déplacements à Paris. Il meurt le 14 décembre 1986 à Montpellier des suites d'un cancer, à l'âge de 67 ans.

## Théâtre
- 1956 : Les Lingots du Havre d'Yves Jamiaque, mise en scène de Jean Lanier, théâtre des Arts
- 1963 : Bienheureuse Anaïs de et mise en scène par Marc-Gilbert Sauvajon, théâtre Michel
- 1966 : Les Bouquinistes d'Antoine Tudal, mise en scène de Claude Confortès, théâtre Récamier

## Filmographie

### Cinéma
- 1948 : Le Secret de Mayerling de Jean Delannoy
- 1949 : L'échafaud peut attendre d'Albert Valentin
- 1951 : Les Mousquetaires du roi de Marcel Aboulker et Michel Ferry
- 1955 : Le Couteau sous la gorge de Jacques Séverac
- 1956 : La Traversée de Paris de Claude Autant-Lara : le policier moustachu
- 1957 : Comme un cheveu sur la soupe de Maurice Régamey : le client mécontent au bar
- 1966 : Martin soldat de Michel Deville : Machecoul
- 1968 : Le Gendarme se marie de Jean Girault : "Poussin bleu"
- 1968 : Caroline chérie de Denys de La Patellière : le municipal de la prison
- 1970 : And Soon the Darkness de Robert Fuest
- 1972 : L'Amour l'après-midi d'Éric Rohmer : l'étudiant
- 1976 : Police Python 357 d'Alain Corneau : le marchand de cochons
- 1980 : Une robe noire pour un tueur de José Giovanni
- 1981 : Le Maître d'école de Claude Berri : le père de Charlotte

### Télévision
- 1962 : Le Théâtre de la jeunesse : Gavroche d'après Les Misérables de Victor Hugo, réalisation Alain Boudet
- 1965 : Thierry la Fronde, épisode Les Tuchins : le second du Cochi
- 1966 : Thierry la Fronde, épisode Moi, le roi ! : Jouelle
- 1967 : Les Cinq Dernières Minutes, épisode Un mort sur le carreau de Roland-Bernard
- 1970 : Allô Police : Gabriel Tadersky (épisode 'La petite planète')
- 1970 : Les Cinq Dernières Minutes, épisode Les Mailles du filet de Claude Loursais
- 1971 : Au théâtre ce soir : Arsenic et vieilles dentelles de Joseph Kesselring, mise en scène Alfred Pasquali, réalisation Pierre Sabbagh, Théâtre Marigny
- 1971 : Aubrac-City de Jean Pignol
- 1972 : Les Cinq Dernières Minutes, épisode Le diable l'emporte de Claude Loursais
- 1974 : Les Cinq Dernières Minutes de Claude Loursais, épisode Fausses Notes : Thoreau
- 1976 : Les Cinq Dernières Minutes, épisode Le collier d'épingles de Claude Loursais : Paul Périgny
- 1976 : Messieurs les jurés : L'Affaire Craznek de Michel Genoux
- 1977 : Les Cinq Dernières Minutes, épisode Le Goût du pain de Claude Loursais
- 1977 : Un juge, un flic de Denys de La Patellière, première saison (1977), épisode : Flambant neuf
- 1978: Les Cinq Dernières Minutes, épisode La Grande truanderie de Claude Loursais : l'homme de Rungis
- 1978  : Tatort, saison 9 (1978), épisode 12 : Schwarze Einser (Un kreuzer noir de Bavière) de Wolf Dietrich : Commissaire Haeberlin
- 1979 : Mon ami Gaylord de Pierre Goutas (mini série TV) : le brigadier

## Doublage
Les dates inscrites en italique indiquent les sorties initiales des films pour lesquels Claude Bertrand a participé aux doublages tardifs ou aux redoublages.

### Cinéma

#### Films
- Bud Spencer dans (26 films) :
  - Dieu pardonne... moi pas ! (1967)[1] : Hutch Bessy
  - Les Quatre de l'Ave Maria (1968) : Hutch Bessy
  - La Colline des bottes (1969) : Hutch Bessy
  - Cinq hommes armés (1969) : Mansito
  - On l'appelle Trinita (1970) : Bambino
  - On continue à l'appeler Trinita (1971) : Bambino
  - Maintenant, on l'appelle Plata (1972) : Salud
  - Amigo, mon colt a deux mots à te dire (1972) : Hiram Coburn
  - La Vengeance du Sicilien (1972) : Rosario Rao
  - Un flic hors-la-loi (1973) : l'inspecteur « Flatfoot » Rizzo
  - Attention, on va s'fâcher ! (1974) : Ben
  - Les Deux Missionnaires (1974) : le père Pedro
  - Le Cogneur (1975) : Rizzo
  - Deux super-flics (1976) : Wilbur Walsh
  - Inspecteur Bulldozer (1978) : Rizzo
  - Pair et impair (1978) : Charlie Firpo
  - Mon nom est Bulldozer (1978) : Bulldozer
  - Cul et Chemise (1979) : Tom
  - Le Shérif et les Extra-terrestres (1979) : shérif Bud Scott
  - Pied plat sur le Nil (1980) : Rizzo
  - Capitaine Malabar dit La Bombe (1982) : capitaine Bud Graziano
  - Banana Joe (1982) : Banana Joe
  - Escroc, Macho et Gigolo (1983) : le sergent Alan Parker
  - Quand faut y aller, faut y aller (1983) : Doug O'Riordan alias Mason
  - Attention les dégâts (1984) : Greg Wonder / Antonio Coimbra de la Coronilla y Azevedo
  - Les Super-flics de Miami (1985) : Steve Forest
- Burt Lancaster dans (24 films) :
  - Bronco Apache (1954) : Massai
  - Vera Cruz (1954) : Joe Erin
  - L'Homme du Kentucky (1955) : Elias Wakefield, dit « Big Eli »
  - Trapèze (1956) : Mark Ribble
  - Le Grand Chantage (1957) : J. J. Hunsecker
  - L'Odyssée du sous-marin Nerka (1958) : le lieutenant Jim Bledsoe
  - Tables séparées (1958) : John Malcolm
  - Au fil de l'épée (1959) : le Pasteur / capitaine Anthony Anderson
  - Le Vent de la plaine (1960) : Ben Zachary
  - Elmer Gantry le charlatan (1960) : Elmer Gantry
  - Le Temps du châtiment (1961) : Hank Bell
  - Jugement à Nuremberg (1961) : Ernst Janning
  - Le Prisonnier d'Alcatraz (1962) : Robert Franklin Stroud
  - Le Dernier de la liste (1963) : un grimé
  - Sur la piste de la grande caravane (1965) : colonel Thaddeus Gearhart
  - Les Chasseurs de scalps (1968) : Joe Bass
  - Airport (1970) : Mel Bakersfeld
  - L'Homme de la loi (1971) : Jered Maddow
  - Scorpio (1973) : Cross
  - Le Pont de Cassandra (1976) : colonel Stephen Mackenzie
  - Le Merdier (1978) : commandant Asa Barker
  - L'Ultime Attaque (1979) : colonel Dumford
  - Atlantic City (1980) : Lou
- Roger Moore dans (18 films) :
  - La Seconde Mort d'Harold Pelham (1970) : Harold Pelham
  - Vivre et laisser mourir  (1973) : James Bond
  - Gold  (1974) : Rod Slater
  - L'Homme au pistolet d'or  (1974) : James Bond
  - Le Veinard (1975) : Michael Scott
  - L'Exécuteur (1975) : Ulysses
  - Parole d'homme (1976) : Sebastien Oldsmith
  - L'Espion qui m'aimait (1977) : James Bond
  - Les Oies sauvages (1978) : Shawn Fynn
  - Bons baisers d'Athènes (1979) : Otto Hecht
  - Moonraker (1979) : James Bond
  - Les Loups de haute mer (1980) : Rufus Excalibur ffolkes
  - Le Commando de Sa Majesté (1980) : Gavin Stewart
  - Les Séducteurs : Harry Lindon (Sketch 1 : Maître en la demeure)
  - Rien que pour vos yeux (1981) : James Bond
  - Octopussy (1983) : James Bond
  - La Machination (1984) : Judd Stevens
  - Dangereusement vôtre (1985) : James Bond
- Charles Bronson dans (15 films) :
  - La Grande Évasion (1963) : Danny Wellinski
  - Propriété interdite (1966) : J. J. Nichols
  - Pancho Villa (1968) : commandant Rodolfo Fierro
  - Il était une fois dans l'Ouest (1968) : l'homme à l'harmonica
  - La Cité de la violence (1970) : Jeff Heston
  - Le Cercle noir (1973) : Lou Torrey
  - Chino : Chino Valdez
  - Mr. Majestyk (1974) : Mister Majestyk
  - Un justicier dans la ville (1974) : Paul Kersey
  - Le Bagarreur (1975) : Chaney
  - L'Évadé (1975) : Nick Colton
  - Le Solitaire de Fort Humboldt (1976) : Deakin
  - Monsieur St. Ives (1976) : St. Ives
  - Un espion de trop (1977) : major Grigori Borzov
  - Avec les compliments de Charlie (1979) : Charlie Congers
- John Wayne dans (13 films) :
  - Sacramento (1942) : Tom Craig
  - L'Ange et le Mauvais Garçon (1947)[2] : Quirt Evans
  - Le Fils du désert (1948)[3] : Robert Marmaduke Sangster Hightower
  - La Cité disparue (1957) : Joe January
  - Les Cavaliers (1959) : colonel John Marlowe
  - Le Grand Sam (1960) : Sam McCord
  - Alamo (1960) : Davy Crockett
  - Les Comancheros (1961) : Jake Cutter
  - Le Jour le plus long (1962) : lieutenant-colonel Benjamin H. Vandervoort
  - Le Grand McLintock (1963) : George Washington « G. W. » McLintock
  - L'Ombre d'un géant (1966) : général Mike Randolph
  - La Caravane de feu (1967) : Taw Jackson
  - Les Feux de l'enfer (1969) : Chance Buckman
- Richard Egan dans (11 films) :
  - L'Esclave du gang (1950) : Roy Whitehead
  - Les Frères Barberousse (1951) : le capitaine Fezil
  - Au mépris des lois (1952) : sergent Reuben Bernard
  - Barbe Noire le pirate (1952) : Briggs
  - Tant que soufflera la tempête (1955) : Kurt Hout
  - Les Inconnus dans la ville (1955) : Boyd Fairchild
  - Flammes sur l'Asie (1958) : colonel Dutch Imil
  - Duel dans la boue (1959) : Jehu, l'éleveur de chevaux
  - Esther et le Roi (1960) : Assuerus
  - La Bataille des Thermopyles (1962) : le roi Léonidas
  - De la neige sur les tulipes (1977) : Ridgeway
- Dean Martin dans (8 films) :
  - Le Bal des maudits (1958) : Michael Whiteacre
  - Rio Bravo (1959) : Dude
  - L'Inconnu de Las Vegas (1960) : Sam Harmon
  - Quatre du Texas (1963) : Joe Jarrett
  - Madame Croque-maris (1964) : Leonard « Lennie » Crawley
  - Les Sept Voleurs de Chicago (1964) : Little John
  - Les Inséparables (1965) : Ernie Brewer
  - Texas, nous voilà (1966) : Sam Hollis
- Rock Hudson dans (7 films) :
  - Les Affameurs (1952) : Harry Wilson
  - L'Expédition du Fort King (1953) : Jean
  - Le Justicier impitoyable (1953[4]) : capitaine Peter Keith
  - La Légende de l'épée magique (1953) : Harun
  - Taza, fils de Cochise (1954) : Taza
  - La Révolte des Cipayes (1954) : Jeff
  - Géant (1956) : Jordan « Bick » Benedict
  - Avalanche (1978) : David Shelby
- Cornel Wilde dans :
  - Aladin et la Lampe merveilleuse (1945) : Aladin
  - La Chanson du souvenir (1945) : Frederic Chopin
  - Le Fils de Robin des Bois (1946) : Robert de Nottingham
  - Au sud de Mombasa (1956) : Matt Campbell
  - L'Ardente Gitane (1956) : Stephano Torino
- Joseph Cotten dans :
  - Duel au soleil (1946) : Jess Mc Canless
  - Le Troisième Homme (1949) : Holly Martins
  - Passage interdit (1952) : Kirk Denbow
  - Niagara (1953) : George Loomis
  - El Perdido (1961) : John Breckenridge
- Robert Mitchum dans :
  - L'Enfer des tropiques (1957) : Felix Bowers
  - Horizons sans frontières (1960) : Paddy Carmody
  - Un homme fait la loi (1968) : Flagg
  - Le Grand Sommeil (1978) : Philip Marlowe
  - La Percée d'Avranches (1979) : colonel Rogers
- Mario Brega dans :
  - Le Procès des doges (1963) : Bartolo
  - Pour une poignée de dollars (1964) : Chico
  - Et pour quelques dollars de plus (1965) : Nino
  - Buffalo Bill, le héros du Far-West (1965) : Samuel « Big Sam » Donaldson
  - La Mort était au rendez-vous (1967) : le principal homme de main de Walcott
- Neville Brand dans :
  - Okinawa (1950) : sergent Zelenko
  - Le Déserteur de Fort Alamo (1953) : Dawes
  - L'Attaque du Fort Douglas (1956) : Rokhawah
  - Le Shérif ne pardonne pas (1973) : Choo Choo
- Sterling Hayden dans :
  - Amour, fleur sauvage (1955) : Clay Hardin
  - L'Ultime Razzia (1956) : Johnny Clay
  - Le Miroir au secret (1957) : John Emmett
  - Venin (1982) : Howard Anderson
- Brad Dexter dans :
  - La Maison de bambou (1955) : capitaine Hanson
  - Les Sept Mercenaires (1960) : Harry Luck
  - Tarass Bulba (1962) : Shilo
  - L'Express du colonel Von Ryan (1965) : sergent Bostick
- Richard Boone dans :
  - Brisants humains (1956) : lieutenant Fraser
  - Le Seigneur de la guerre (1965) : Bors
  - Hombre (1967) : Cicero Grimes
  - La Nuit du lendemain (1968) : Leer
- Victor Mature dans :
  - Le Cirque fantastique (1959) : Henry Whirling
  - Tombouctou (1959) : Mike Conway
  - Annibal (1959) : Hannibal
  - Le renard s'évade à trois heures (1966) : Tony Powell
- Walter Barnes dans :
  - Robin des Bois et les pirates (1960) : le borgne
  - Mary la rousse, femme pirate (1961) : capitaine Poof
  - Capitaine Sinbad (1963) : Rolf
  - Parmi les vautours (1964) : Martin Baumann Sr.
- Gregory Walcott dans :
  - Carnage (1972) : Weenie
  - Et maintenant, on l'appelle El Magnifico (1972) : Bull Schmidt
  - La Sanction (1975) : Pope
  - Doux, dur et dingue (1978) : Putnam
- Stephen McNally dans :
  - Winchester '73 (1950) : Dutch Henry Brown (1er doublage)
  - Quand les tambours s'arrêteront (1951) : Sam Leeds
  - Courrier diplomatique (1952) : le colonel Mark Cagle
- Leo Gordon dans :
  - Hondo, l'homme du désert (1952) : Ed Lowe
  - L'Homme au fusil (1955) : Ed Pinchot
  - Violence dans la vallée (1957) : Stark
- Walter Matthau dans :
  - La Rivière de nos amours (1955) : Wes Todd
  - Bagarres au King Créole (1958) : Maxie Fields
  - Liaisons secrètes (1960) : Felix Anders
- Jack Palance dans :
  - La Peur au ventre (1955) : Roy Earle
  - Les Mongols (1961) : Ogotaï
  - Le Glaive du conquérant (1961) : Alboin
- Herbert Lom dans :
  - Le Fantôme de l'Opéra (1962) : le fantôme / le professeur Petrie
  - Un hold-up extraordinaire (1966) : Ahmad Shahbandar
  - Opération Marrakech (1966) : M. Casimir
- Ernest Borgnine dans :
  - La Flotte se mouille (1964) : Quinton McHale
  - Le Vol du Phœnix (1965) : Trucker Cobb
  - La Horde sauvage (1969) : Dutch Engstrom
- Nello Pazzafini dans :
  - Adiós gringo (1965) : Gil Clawson
  - Le Dollar troué (1965) : un homme de main de McCoy
  - La Bataille d'El Alamein (1969) : le sergent italien
- Fernando Sancho dans :
  - Django tire le premier (1966) : Gordon
  - Arizona Colt (1966) : Torrez Gordo Watch
  - Dans les replis de la chair (1970) : Pascal Gorriot
- Jess Hahn dans  :
  - La Fantastique Histoire vraie d'Eddie Chapman (1966) : commandant Braid
  - Trahison à Stockholm (1968) : Eddy Bennet
  - Le Grand Duel (1972) : le conducteur de la diligence
- Joel McCrea dans :
  - Correspondant 17 (1940) : Johnny Jones
  - Fort Massacre (1958) : sergent Vinson
- Dick Wessel dans :
  - Les Diables de Guadalcanal (1951) : le responsable du matériel de la roulante
  - Quatre Bassets pour un danois (1966) : Eddie, l'éboueur
- Kenneth Tobey dans :
  - Un si doux visage (1952) : Bill Harkness
  - Larry le dingue, Mary la garce (1974) : le shérif Carl Donahue
- Willis Bouchey dans :
  - L'Aigle solitaire (1954) : le général Gilliam
  - La Vengeance du Shérif (1969) : Doc Cushman
- Anthony Quayle dans :
  - Le Faux Coupable (1956) : l'avocat Frank O'Connor
  - Les Mutinés du Téméraire (1962) : Vizard
- Ian MacDonald dans :
  - L'Héritage de la colère (1958) : Nibbs
  - L'Homme aux colts d'or (1959) : MacDonald
- Robert Ryan dans :
  - Le Coup de l'escalier (1959) : Earle Slater
  - La Chevauchée des bannis (1959) : Blaise Starrett
- Robert Gist dans :
  - Opération Jupons (1959) : le lieutenant Watson
  - Hold-up au quart de seconde (1961) : Chips McCann
- John Crawford dans :
  - Salomon et la Reine de Saba (1959) : Joab
  - Jason et les Argonautes (1963) : Polydès
- Livio Lorenzon dans :
  - La Grande Guerre (1959) : le sergent-instructeur Barriferri
  - Hercule contre les tyrans de Babylone (1964) : Salmanassar
- R. G. Armstrong dans :
  - L'Homme à la peau de serpent (1960) : le shérif Jordan Talbot
  - Pat Garrett et Billy le Kid (1973) : Bob Ollinger
- Howard Keel dans :
  - L'Espionne des Ardennes (1961) : le colonel Devlin
  - Fort Bastion ne répond plus (1967) : le capitaine Tom York
- Lee Marvin dans :
  - L'Homme qui tua Liberty Valance (1962) : Liberty Valance (1er doublage)
  - Les Indésirables (1972) : Leonard
- Andrew Keir dans :
  - Cléopâtre (1963) : Agrippa
  - Dracula, prince des ténèbres (1966) : le père Sandor
- Gert Fröbe dans :
  - Ces merveilleux fous volants dans leurs drôles de machines (1965) : comte Manfred von Holstein
  - Paris brûle-t-il ? (1966) : général Dietrich von Choltitz
- James Gregory dans :
  - Les Quatre Fils de Katie Elder (1965) : Morgan Hastings
  - Quand siffle la dernière balle (1971) : Sam Foley
- Ed Begley dans :
  - Un cerveau d'un milliard de dollars (1967) : le général Midwinter
  - Pendez-les haut et court (1968) : le capitaine Wilson
- George Kennedy dans :
  - Le Ranch de l'injustice (1967) : Arch Ogden
  - L'Exterminateur (1979) : l'inspecteur Anthony Fusqua
- Lee J. Cobb dans :
  - Un shérif à New York (1968) : le lieutenant-inspecteur McElroy
  - On n'achète pas le silence (1970) : Oman Hedgepath
- Claude Akins dans :
  - La Brigade du diable (1968) : le soldat Rockwell « Rocky » Rockman
  - L'Indien (1970) : Lobo Jackson
- J. Edward McKinley dans :
  - La Party (1968) : Fred Clutterbuck
  - Le Reptile (1970) : le gouverneur
- Giacomo Rossi-Stuart dans :
  - L'Assaut des jeunes loups (1970) : Schwalberg
  - Zorro (1975) : Fritz von Merkel
- Ramon Bieri dans :
  - La Balade sauvage (1973) : Cato
  - Le Convoi de la peur (1977) : Charles Corlette
- Paul L. Smith dans :
  - Mon nom est Trinita (1974) : Clem Rodovam
  - Trinita, connais pas (1976) : Simone

- 1935[5] : Capitaine Blood : Wolverstone (Robert Barrat)
- 1937[6] : Rue sans issue : le policier Mulliga (James Burke)
- 1940[7] : Le Dictateur : le sergent lançant les tomates
- 1942[8] : Casablanca : señor Ferrari (Sydney Greenstreet)
- 1947[9] : Le Fils de Zorro : Jeff Stuart / Zorro (George Turner)
- 1948 : La Dame de Shanghaï : Michael O'Hara (Orson Welles)
- 1948 : Far West 89 : George Mason (Warren Jackson)
- 1948 : La Cité de la peur : Jim Goddard (Regis Toomey)
- 1949 : Les Amants du Capricorne : Winter (Jack Watling)
- 1949 : Le Bagarreur du Kentucky : le narrateur[Qui ?]
- 1949 : Iwo Jima : Charlie Bass (James Brown)
- 1949 : Tokyo Joe : Idaho (Gordon Jones)
- 1949 : Les Chevaliers du Texas : Charles « Charlie » Burns (Zachary Scott)
- 1949 : Ça commence à Vera Cruz : Cole (Ted Jacques)
- 1949 : Le Champion : le commentateur sportif Bill Brown (Bill Baldwin)
- 1949 : Entrée illégale : l'agent Benson (James Nolan)
- 1950 : Le Chevalier du stade : Louis Tewanema (Al Mejia)
- 1950 : La Révolte des dieux rouges : Kay Rawlings (Sheb Wooley)
- 1950 : Dallas, ville frontière : le conducteur de la diligence (Slim Talbot)
- 1950 : Montana : Slim Reeves (Ian MacDonald)
- 1950 : Mon cow-boy adoré : Chris Heyward (Fred MacMurray)
- 1951 : Au-delà du Missouri : Raoul DuNord (Louis Nicoletti)
- 1951 : Une veine de... : le premier détective[Qui ?]
- 1951 : L'Ange des maudits : le barbier (Fuzzy Knight)
- 1951 : Menace dans la nuit : Nick Robey (John Garfield)
- 1951 : Les Hommes-grenouilles : le lieutenant Bill Doyle (Robert Rockwell)
- 1952 : L'Homme tranquille : Owen Glynn (Sean McClory)
- 1952 : Viva Zapata ! : Clem, le régisseur (Ric Roman) et le capitaine commandant le fort (Abner Biberman)
- 1952 : Les Conducteurs du diable : le lieutenant tankiste (Palmer Lee)
- 1952 : Le Fils de Géronimo : Running Dog (Donald Porter)
- 1952 : La Vallée des géants : Frère Dorn (Lane Chandler)
- 1952 : Les Fils des mousquetaires : le fils de Porthos (Alan Hale Jr.)
- 1952 : Le Quatrième Homme : Joe Rolfe (John Payne)
- 1952 : Mes six forçats : Clem Randall (Alf Kjellin)
- 1953 : Écrit dans le ciel : Howard Rice (John Howard)
- 1953 : Fort Bravo : le sergent Compton (Glenn Strange)
- 1953 : Aventure dans le Grand Nord : Henri McMullen (James Arness)
- 1953 : L'Homme des vallées perdues : Joe Starett (Van Heflin)
- 1953 : La Belle Espionne : Rantaine (Maxwell Reed)
- 1953 : La Belle du Pacifique : Griggs (Henry Slate)
- 1953 : Les Rats du désert : le colonel White[Qui ?]
- 1953 : La Taverne des révoltés : Kansas Collins (Clancy Cooper)
- 1953 : La Loi du silence : Pierre Grandfort (Roger Dann)
- 1954 : Le crime était presque parfait : Tom Wendice (Ray Milland)
- 1954 : Sur les quais : Glover (Leif Erickson)
- 1954 : Le Calice d'argent : Pierre (Lorne Greene) et Jabez (Paul Dubov)
- 1954 : Du sang dans le soleil : un lieutenant de carabiniers[Qui ?]
- 1954 : Les Bolides de l'enfer : le speaker canadien (John Hiestand)
- 1954 : Les Gens de la nuit : le sergent Eddie McColloch (Buddy Ebsen)
- 1954 : Écrit dans le ciel : Howard Rice (John Howard)
- 1954 : Les Géants du cirque : Armand St. Dennis (John Bromfield)
- 1954 : Les Aventures de Robinson Crusoé : Robinson Crusoé (Dan O'Herlihy)
- 1954 : La Lance brisée : Mike Devereaux (Hugh O'Brian)
- 1955 : La Fureur de vivre : le flic de la voiture[Qui ?]
- 1955 : Le Renard des océans : le chef-officier Kirchner (Lyle Bettger)
- 1955 : Dix hommes à abattre : le barman de l'Hôtel Queen (G. Pat Collins)
- 1955 : L'Aventure fantastique : Esau Hamilton (James Arness)
- 1955 : Un jeu risqué : le premier barman (Charles Morton)
- 1955 : L'Homme qui n'a pas d'étoile : Fancy Joe Toole (Malcolm Atterbury)
- 1955 : Opération Tirpitz : le lieutenant norvégien Anderson (John Horsley)
- 1955 : L'Enfer des hommes : le lieutenant Pierce (Lloyd L. Wyatt)
- 1955 : Sept Ans de réflexion (The Seven Year Itch) de Billy Wilder : Tom MacKenzie (Sonny Tufts)
- 1956 : Moby Dick : Ismael (Richard Basehart)
- 1956 : Marqué par la haine : Heldon (Arch Johnson)
- 1956 : Arrêt d'autobus : Carl (Robert Bray)
- 1956 : La Caravane des hommes traqués : Steve Patrick (George Montgomery)
- 1956 : La Neige en deuil : C.W. Rivial (Richard Arlen)
- 1956 : Le Shérif : Pike (Ken Clark) (1er doublage)
- 1956 : L'Homme de San Carlos : Naylor (Ed Hinton)
- 1956 : Roland, prince vaillant : Gauthier, le paladin (Germano Longo)
- 1956 : L'Homme de nulle part : un cowboy du ranch Barrett[Qui ?]
- 1956 : Je reviens de l'enfer : le sénateur Black (Bartlett Robinson)
- 1956 : Le Bébé et le Cuirassé : l'assistant de l'amiral[Qui ?]
- 1956 : La Vie passionnée de Vincent van Gogh : Colbert (Eric Pohlmann)
- 1957 : Sayonara : le major Lloyd Gruver (Marlon Brando)
- 1957 : Le Brigand bien-aimé : le sergent nordiste (Ken Clarke)
- 1957 : Le Survivant des monts lointains : Concho (Robert J. Wilke) (1er doublage)
- 1957 : L'Esclave libre : le caporal Daggett (Don Murray)
- 1957 : Train d'enfer : C. « Red » Redman (Patrick McGoohan)
- 1957 : Les espions s'amusent : George Rivers (Richard Rober)
- 1957 : Un homme dans la foule : Joey Kiely (Anthony Franciosa)
- 1957 : Quand passent les cigognes : Stepan (Valentin Zoubkov)
- 1957 : Jicop le proscrit : Blackburn (Claude Akins)
- 1957 : Prisonnière des martiens : le capitaine de Police Miyamoto (Yutaka Sada)
- 1957 : Le Vengeur : Clyde Walters (John Alderson)
- 1957 : Torpilles sous l'Atlantique : Corky (Jeff Daly)
- 1957 : Terre sans pardon : Commissaire-adjoint Cable (Forrest Tucker)
- 1958 : Les Grands Espaces : Steve Leech (Charlton Heston)
- 1958 : La Chaîne : le shérif Max Muller (Theodore Bikel)
- 1958 : La Vallée de la poudre : Chocktaw Neal (Pernell Roberts)
- 1958 : La Blonde et le Shérif : Clayborne (Reed De Rouen)
- 1958 : La Tempête : un lieutenant de Pougatchev[Qui ?]
- 1958 : Le Pirate de l'épervier noir : Manfredo (Andrea Aureli)
- 1958 : Le Septième Voyage de Sinbad : Kharim (Danny Green)
- 1958 : Le Temps d'aimer et le Temps de mourir : Hermann Boettcher (Don DeFore)
- 1958 : La Brune brûlante : le brigadier-général W.A. Thorwald (Gale Gordon)
- 1958 : L'Aventurier du Texas : Waldo Peck (Robert Anderson)
- 1958 : Anna de Brooklyn : Ciccone (Amedeo Nazzari)
- 1958 : Inspecteur de service : le sergent-détective Eric Kirby (Derek Bond)
- 1958 : Duel dans la Sierra : Ben Thompson (Stillman Segar)
- 1958 : L'Homme de l'Ouest : le garde du train (Chuck Roberson)
- 1958[10] : Danger planétaire : le correspondant aux échecs[Qui ?] et un pompier[Qui ?]
- 1958 : La Brigade des bérets noirs : sergent Kendall (Leo Genn)
- 1959 : Le Shérif aux mains rouges : Ed Masterson (Harry Lauter)
- 1959 : Autopsie d'un meurtre : l'inspecteur James Durgo (Ken Lynch)
- 1959 : La Malédiction des pharaons : Mehemet Atkil (George Pastell)
- 1959 : La Gloire et la Peur : le lieutenant Marshall (Martin Landau)
- 1959 : Cette terre qui est mienne : Dietrich (Jack Mather)
- 1959 : La Souris qui rugissait : le capitaine Pedro (Harold Kasket)
- 1959 : La Nuit de tous les mystères : Dr David Trent (Alan Marshall)
- 1959 : La Police fédérale enquête : le représentant de la firme Eternel repos (Kenneth Mayer) et l'agent du FBI chez le barbier[Qui ?]
- 1959 : Ne tirez pas sur le bandit : Frank James (Jim Davis)
- 1959 : Le Troisième Homme sur la montagne : John, le guide[Qui ?]
- 1959 : Trahison à Athènes : Chesney (Sebastian Cabot)
- 1959 : Le Maître de forges : Philippe Derblay (Antonio Vilar)
- 1959 : Les 39 Marches : Percy le camionneur (Sidney James)
- 1959 : L'Aventurier du Rio Grande : le docteur Herbert J. Stovall (Charles McGraw)
- 1960 : La Diablesse en collant rose : Clint Mabry (Steve Forrest)
- 1960 : Les Rôdeurs de la plaine : Buffalo Noir (Rodolfo Acosta)
- 1960 : Le Sergent noir  : le lieutenant Mulqueen (Judson Pratt)
- 1960 : Les Maîtresses de Dracula : Hans (Victor Brooks)
- 1960 : La Princesse du Nil : Ramsès (Armando Francioli)
- 1960 : Le Clown et l'Enfant : Ben Cotter (Henry Calvin)
- 1960 : Les Pirates de la côte : Porro (Nino Vingelli)
- 1960 : Les Combattants de la nuit : le chef du commando de démolition[Qui ?]
- 1960 : Les Monstres de l'île en feu : Mike Hacker (Fred Engelberg)
- 1960 : Meurtre sans faire-part : le 1er détective (James Nolan)
- 1961 : L'Arnaqueur : le premier barman (Vincent Gardenia)
- 1961 : Les Cavaliers de l'enfer : Burt Hogan (Frank Overton)
- 1961 : Un pyjama pour deux : John Brackett (Howard St. John)
- 1961 : La Bataille de Corinthe : Critolaus (Gianni Santuccio)
- 1961 : Marco Polo : le commandant de la prison (Spartaco Nale) et le spectateur assistant à la séance de torture[Qui ?]
- 1961 : Romulus et Rémus : Servius (Germano Longo)
- 1961 : Le Meilleur Ennemi : capitaine Rootes (Harry Andrews)
- 1961 : Le Roi des imposteurs : le commandant de la marine royale canadienne (Herbert Rudley)
- 1961 : Ville sans pitié : le conseiller juridique du tribunal militaire[Qui ?]
- 1962 : En avant la musique : l'officier fasciste (Andrea Aureli)
- 1962 : Ursus le rebelle :Le sénateur Emilius Lactus (Gianni Santuccio)
- 1962 : Un crime dans la tête : Zilkov (Albert Paulsen)
- 1962 : Trahison sur commande : le colonel Erdmann (Reinhard Kolldehoff)
- 1962 : Les Maraudeurs attaquent : le général de brigade Frank D. Merrill (Jeff Chandler)
- 1962 : Le Requin harponne Scotland Yard : Big Willy (Rudolf Fenner)
- 1962 : Le Secret des valises noires : l'aveugle en chaise roulante[Qui ?]
- 1962 : La Foire aux illusions : Red Hoertert (Tab Canutt)
- 1962 : Un direct au cœur : le truand moustachu au service de Danzig (Chris Alcaide)
- 1962 : Jules César, conquérant de la Gaule : la sentinelle du camp fortifié romain[Qui ?]
- 1963 : Irma la douce : Moustache (Lou Jacobi)
- 1963 : Hercule, Samson et Ulysse : Samson (Richard Lloyd)
- 1963 : Maciste contre Zorro : Hercule (Alan Steel)
- 1963 : Le Plus Sauvage d'entre tous : George (Peter Brooks)
- 1963 : Trois filles à marier : un artiste (Theodore Marcuse)
- 1963 : Patrouilleur 109 : l'enseigne George « Barney » Ross (Robert Culp)
- 1963 : La Dernière Bagarre : le sergent-chef Maxwell Slaughter (Jackie Gleason)
- 1963 : Les Pirates du Mississippi : un acolyte en compagnie de Kelly et Bolivar[Qui ?]
- 1963 : Lancelot chevalier de la reine : Brandagorus (Peter Prowse)
- 1963 : La Revanche du Sicilien : un joueur (Kelly Thordsen)
- 1963 : Le Lys des champs : Mr Ashton (Ralph Nelson)
- 1963 : L'Incroyable Randonnée : John Longridge (Emile Genest)
- 1964 : Zoulou : le sergent Bourne (Nigel Green)
- 1964 : Les Cheyennes  : le major Braden (George O'Brien)
- 1964 : L'Enfer de Gengis Khan : le roi Vladimiro (Mirko Ellis)
- 1964 : Spartacus et les dix gladiateurs  : Roccia (Dan Vadis)
- 1964 : L'Empreinte de Frankenstein : Zoltan (Peter Woodthorpe)
- 1964 : La Charge de la huitième brigade : le major Miller (Lane Bradford)
- 1964 : La Fureur des Apaches : Crawford Owens (Charles Watts)
- 1964 : La Furie des Apaches : juge Todd Driscoll (Jésus Puente)
- 1965 : Morituri : l'amiral (Oscar Beregi Jr.)
- 1965 : Quoi de neuf, Pussycat ? : l'homme à la bibliothèque[Qui ?]
- 1965 : L'Appât de l'or noir : Richard Forsythe (Mario Girotti)
- 1965 : Cyclone à la Jamaïque : le capitaine Marpole (Kenneth J. Warren)
- 1965 : La Grande Course autour du monde : le maire de Boracho (Hal Smith)
- 1965 : L'Extase et l'Agonie : le tavernier (Furio Meniconi)
- 1966 : Le Bon, la Brute et le Truand : Tuco (Eli Wallach)
- 1966 : Nevada Smith : Bill Bowdre (Arthur Kennedy)
- 1966 : Navajo Joe : Johnson[Qui ?]
- 1966 : Alfie le dragueur  : Frank, le camionneur (Sydney Tafler)
- 1966 : La Canonnière du Yang-Tsé : l'aide-mécanicien Stawski (Simon Oakland)
- 1966 : Gros coup à Dodge City : Sam Rhine (James Kenny)
- 1966 : Notre homme Flint  : le général Hawkin (Russ Conway)
- 1966 : La Vengeance de Siegfried : Hagen (Siegfried Wischnewski)
- 1966 : La Diligence vers l'Ouest : Buck (Slim Pickens)
- 1966 : Mon nom est Pécos : Dr Berton (Giuliano Raffaelli)
- 1966 : La Vengeance de Ringo : Tim (Eduardo Fajardo)
- 1966 : Surcouf, le tigre des sept mers : Garve, le sbire d'André Chamblais[Qui ?]
- 1966 : Madame X : Dr. Evans (Frank Maxwell)
- 1966 : Le Gentleman de Londres : Johnny (George Murcell)
- 1967 : Tobrouk, commando pour l'enfer : Timothy Dolan (Percy Herbert)
- 1967 : Le Retour de Django : Thompson (Ignazio Spalla)
- 1967 : Le Diable à trois : Harry Gordon (Kent Smith)
- 1967 : Pécos tire ou meurt : Dago (Pedro Sanchez)
- 1967 : L'Or des pistoleros : Hilb (Timothy Carey)
- 1967 : Les Monstres de l'espace : le sergent de Police Ellis (Grant Taylor)
- 1967 : Le Plus Heureux des milliardaires : le pilier de bar grincheux[Qui ?]
- 1967 : Le Dernier Face à face : le principal Wallace (Lorenzo Robledo) et le shérif convoyant Bennet (Alfonso Rojas)
- 1967 : Jerry la grande gueule : le lieutenant de Police de la seconde voiture (James Jeter)
- 1967 : Custer, l'homme de l'Ouest : le sergent Gaskins[Qui ?]
- 1967 : Une sacrée fripouille : le shérif-adjoint Meshaw (Albert Salmi)
- 1967 : Le Défi de Robin des Bois : Petit Jean (Leon Greene)
- 1967 : La Malédiction des Whateley : Zebulon Whateley (William Devlin)
- 1968 : La Planète des singes : le leader des chasseurs (Normann Burton)
- 1968 : Le Fantôme de Barbe-Noire : Barbe Noire (Peter Ustinov)
- 1968 : La Femme en ciment : Waldo Gronsky (Dan Blocker)
- 1968 : Un Détective à la dynamite : le capitaine Haver (Dolph Sweet)
- 1968 : Syndicat du meurtre : Ape, le lutteur (H.B. Haggerty)
- 1968 : La Mafia fait la loi : Martinelli, le carabinier[Qui ?]
- 1968 : Piège à San Francisco : George (George Tyne)
- 1968 : Police sur la ville : le commissaire divisionnaire Hap Lynch (Bert Freed)
- 1968 : Aujourd'hui ma peau, demain la tienne : Garrito (Leo Anchóriz)
- 1968 : Saludos hombre : Manuel Etchevana (Attilio Dottesio)
- 1968 : Les Tueurs sont lâchés : l'homme de main de Wilson (Leon Greene)
- 1968 : Chacun pour soi : Lancaster (Giorgio Gruden)
- 1968 : Sentence de mort : voix secondaires
- 1968 : Boom : le journaliste (Howard Taylor)
- 1968 : Chitty Chitty Bang Bang : Grandpa Potts (Lionel Jeffries) - (voix chanteé) et Lord Scrumptious (James Robertson Justice)
- 1968 : Cinq Gâchettes d'or : le shérif Jeff Milton (Wayde Preston)
- 1968 : Le Vampire a soif : le sergent Allan (Glyn Edwards)
- 1969 : Un amour de Coccinelle : Bice (Robert Foulk)
- 1969 : Easy Rider : le client à la casquette (Hayward Robilard)
- 1969 : Willie Boy : George Hacker (John Vernon)
- 1969 : La Kermesse de l'Ouest : Steve Bull (H.B. Haggerty)
- 1969 : La Tente rouge : Behounek (Yuriy Vizbor)
- 1969 : Opération V2 : le major Kemble (Robert Urquhart)
- 1969 : L'Or de MacKenna : Besh (Rudy Diaz)
- 1969 : Trois pour un massacre : le sergent (Giancarlo Badessi)
- 1969 : Ne tirez pas sur le shérif : Brady (Chubby Johnson)
- 1969 : Le Plus Grand des Hold-up : Harry / le révérend Pious Blue (Zero Mostel)
- 1969 : Le Secret de Santa Vittoria : Giovanni Pietrosanto (Carlo Caprioli)
- 1969 : Une poignée de plombs : Lester Locke (Carroll O'Connor)
- 1969 : Krakatoa à l'est de Java : Connerly (Brian Keith)
- 1969 : Davey des grands chemins : Jock (Noel Purcell)
- 1969 : Reivers : Doyle, le starter de la course (Lou Frizzell)
- 1969 : La Jeunesse du massacre : le concierge (Ettore Geri)
- 1970 : M*A*S*H : un joueur de Football (Noland Smith)
- 1970 : Sierra torride : le colonel Beltran (Manuel Fábregas)
- 1970 : Le Gang Anderson : le capitaine Delaney (Ralph Meeker)
- 1970 : Tora ! Tora ! Tora ! : le sergent dans la tour de contrôle[Qui ?]
- 1970 : De l'or pour les braves  : Big Joe (Telly Savalas)
- 1970 : La Vie privée de Sherlock Holmes : le directeur de l'hôtel (Robert Cawdron)
- 1970 : Macho Callahan : le barman (Steve Raines)
- 1970 : Cinq pièces faciles : l'ouvrier joueur de poker portant des lunettes[Qui ?]
- 1970 : La Chouette et le Pussycat : le propriétaire du magasin de vêtements (Allen Garfield)
- 1970 : Les Cicatrices de Dracula : Klove (Patrick Troughton)
- 1970 : Une fille dans ma soupe : John (John Comer)
- 1970 : Le Reptile : Tobaccy, le gradien de prison (Alan Hale Jr.)
- 1970 : Le Clan des irréductibles : John Stamper (Sam Gilman)
- 1970 : La Vallée des plaisirs : Otto (Henry Rowland)
- 1971 : Les diamants sont éternels  : Albert R. « Bert » Saxby (Bruce Cabot) et James Bond (Sean Connery) prenant la voix de celui-ci
- 1971 : L'Inspecteur Harry : inspecteur Frank DiGiorgio (John Mitchum)
- 1971 : Les Nuits rouges de Harlem : le cireur[Qui ?]
- 1971 : Deux Hommes dans l'Ouest : Ross Bodine (William Holden)
- 1971 : Sabata : Slim (Spartaco Conversi)
- 1971 : Le Dernier Train pour Frisco : Timothy Xavier Nolan (John Vernon)
- 1971 : Adios Sabata : Escudo (Pedro Sanchez)
- 1971 : Terreur aveugle : Barker (Brian Rawlinson)
- 1971 : Dollars : le sergent (Scott Brady)
- 1971 : Priez les morts, tuez les vivants : Greene (Aldo Barberito)
- 1971 : Le Corsaire noir : Stiller, le canonnier barbu (Pasquale Basile)
- 1971 : Femmes de médecins : Jake Porter (Ralph Bellamy)
- 1971 : Le Cinquième Commando : Dan Garth (John Orchard)
- 1971 : La Grande Chevauchée de Robin des Bois : frère Tuck (Mario Adorf)
- 1971 : Confession d'un commissaire de police au procureur de la république : Maître Canistraro (Arturo Dominici)
- 1971 : La Vallée perdue : Korski (Brian Blessed)
- 1971 : Le Décaméron : un voleur manipulant Andreuccio[Qui ?]
- 1972 : Guet-apens : Jack Benyon (Ben Johnson)
- 1972 : Délivrance : le shérif Bullard (James Dickey)
- 1972 : La Conquête de la planète des singes : un policier (John Dennis)
- 1972 : On m'appelle Providence : Hurricane Smith (Gregg Palmer)
- 1972 : Juge et hors-la-loi : Grizzly Adams (John Huston)
- 1972 : Méfie-toi Ben, Charlie veut ta peau : le barman de Silvertown[Qui ?]
- 1972 : La Colère de Dieu : Jennings (Victor Buono)
- 1972 : Le Maître et Marguerite : Nikolaj Afanasijevic Maksudov, le maître (Ugo Tognazzi)
- 1972 : La Chevauchée des sept mercenaires : Jim MacKay (Ralph Waite)
- 1972 : Opération clandestine : Weston (Morgane Sterne)
- 1972 : Don Camillo et les Contestataires : Peppone (Lionel Stander)
- 1972 : La Clinique en folie : Katzen (Norman Alden)
- 1972 : Meurtres dans la 110e Rue : le capitaine Mattelli (Anthony Quinn)
- 1973 : Papillon : l'échangeur de papillons (Don Hanmer)
- 1973 : Amarcord : Fighetta, le prof de grec (Ferdinando Villetta)
- 1973 : Rapt à l'italienne : Giulio Borsi (Marcello Mastroianni)
- 1973 : Soleil vert : le vendeur d'objets en plastique[Qui ?]
- 1973 : Les Grands Fusils : le père de Tony (Corrado Gaipa)
- 1973 : Échec à l'organisation : Jim Sinclair (Bern Hoffman)
- 1974 : Parfum de femme : le colonel en retraite[Qui ?]
- 1974 : La Tour infernale : le pompier accueillant O'Halloran[Qui ?] (1er doublage)
- 1974 : Une femme sous influence : George Mortensen (Fred Draper)
- 1974 : Du sang dans la poussière : Billy Blanco (Arthur Hunnicutt)
- 1974 : Le Shérif est en prison : Mongo (Alex Karras)
- 1974 : Contre une poignée de diamants : le militaire tué dans l'explosion (John Rhys-Davies)
- 1975 : Barry Lyndon : Herr Von Potzdorf (Frederick Schiller) et Doolan (John Sharp)
- 1975 : La Fugue : Nick (Kenneth Mars)
- 1975 : New York ne répond plus : le Rouquin (William Smith)
- 1975 : Capone de Steve Carver : Tony Amatto (John Martino)
- 1975 : Un coup de deux milliards de dollars : un policier de la banque[Qui ?]
- 1975 : Le Froussard héroïque : Sapten (Joss Ackland)
- 1975 : La Route de la violence : le procureur (R.G. Armstrong)
- 1976 : Rocky : Andy, le barman (Don Sherman)
- 1976 : Les Rescapés du futur : Harry (Stuart Margolin)
- 1976 : Marathon Man : le chauffeur de camion (Raymond Serra)
- 1976 : La Rose et la Flèche : frère Tuck (Ronnie Barker) / Mercadier (Bill Maynard)
- 1976 : Josey Wales hors-la-loi : le chef des comancheros (John Quade)
- 1976 : Buffalo Bill et les indiens : McLaughlin (Denver Pyle)
- 1976 : Assaut : Starker (Charles Cyphers)
- 1976 : Portrait de groupe avec dame : Hubert Gruyten (Richard Münch)
- 1976 : Centre terre, septième continent : un journaliste[Qui ?]
- 1976 : La Vengeance aux tripes : C.J. Crane (Morgan Woodward)
- 1976 : Soudain... les monstres : Brian (Jon Cypher) et M. Skinner (John McLiam)
- 1976 : La Carrière d'une femme de chambre : le lieutenant Bruni (Renato Pozzetto) et M. Luigino (Torindo Bernardi)
- 1977 : Peter et Elliott le dragon : le maire (Jim Backus) (1er doublage)
- 1977 : La Coccinelle à Monte-Carlo : le gardien du musée[Qui ?]
- 1977 : L'Empire des fourmis géantes : Dan Stokely (Robert Lansing)
- 1977 : Rage : le chauffeur de Taxi (Marcel Fournier)
- 1978 : L'Ouragan vient de Navarone : le narrateur (Patrick Allen)
- 1978 : California Hôtel : Harry Michaels (Herb Edelman)
- 1978 : Le Convoi : le camionneur à la barbe grise[Qui ?]
- 1978 : Le Souffle de la tempête : Hoverton (Macon McCalman)
- 1978 : Le Chat qui vient de l'espace : Earnest Ernie (Jesse White)
- 1979 : Elle : Donald le Barman (Brian Dennehy)
- 1979 : Le Cavalier électrique : Gus Atwater (Will Hare)
- 1979 : Le Piège : M. Slausen (Chuck Connors)
- 1979 : Le Secret de la banquise : Smithy (Lloyd Bridges)
- 1979 : L'Homme en colère : voix secondaires
- 1980 : Nimitz, retour vers l'enfer : le sénateur Samuel S. Chapman (Charles Durning)
- 1980 : Cabo Blanco : Horst (Denny Miller)
- 1980 : Héros ou Salopards : le révérend Hesse (Bruno Knez)
- 1981 : L'Arme à l'œil : un officier inspectant le bateau de l'Aiguille[Qui ?]
- 1981 : Le Jeu de la mort 2 : le moine shaolin (Roy Chiao)
- 1982 : Fitzcarraldo : le capitaine Orinoco Paul (Paul Hittscher)
- 1982 : Victor Victoria : Carroll « Toddy » Todd (Robert Preston)
- 1982 : Les Guerriers du Bronx : Golan (George Eastman)
- 1984 : Paris, Texas : le docteur Ulmer (Bernhard Wicki)
- 1984 : Haut les flingues ! : Primo Pitt (Rip Torn)

#### Animation
- 1953 : Peter Pan : Turk, le pirate turc (1er doublage)
- 1961 : Les 101 Dalmatiens : Jasper[11]
- 1963 : Merlin l'Enchanteur : sire Hector
- 1965 : Sur la piste de l'Ouest sauvage ou West and Soda : Ursus
- 1967 : Le Livre de la jungle : Baloo
- 1968 : Yellow Submarine : le chef des Blue Meanies (1er doublage)
- 1969 : Tintin et le Temple du Soleil : le capitaine Haddock
- 1970 : Les Aristochats : Thomas O'Malley
- 1971 : L'Apprentie sorcière : le roi Léonidas (1er doublage)
- 1972 : Tintin et le Lac aux requins : le capitaine Haddock
- 1973 : Robin des Bois : Petit Jean
- 1975 : La Honte de la jungle : chef M'Bulu
- 1976 : Les Douze Travaux d'Astérix : un sénateur

### Télévision

#### Téléfilms
- 1962[12] : Le Prince et le Pauvre : le narrateur
- 1967 : L'Homme en fuite : Leo Weed (Tom Reese)
- 1968 : Ombre sur Elveron : Justin Pettit (Don Ameche)
- 1972 : Duel : le client du café (Gene Dynarski) (1er doublage)
- 1977 : Raid sur Entebbe : le capitaine Michel Bécaud (Eddie Constantine)
- 1979 : La Honte du Far-West : shérif Doug Foley (Walter Barnes)

#### Séries télévisées
- Eddie Albert dans :
  - Les Arpents verts (1965-1971) : Oliver Wendell Douglas
  - Columbo (1971) : le major-général Martin J. Hollister (Saison 1, Épisode Poids mort)
  - Switch (1975-1978) : Frank MacBride
- Alfred Hitchcock dans :
  - Alfred Hitchcock présente (1955-1962) : le narrateur
  - Suspicion (1962-1965) : le narrateur
- Roger Moore dans :
  - Le Saint (1962-1969) : Simon Templar
  - Amicalement vôtre (1971-1972) : lord Brett Sinclair

- 1958-1961 : Au nom de la loi : divers personnages
- 1962-1971 : Le Virginien : le juge Henry Garth (Lee J. Cobb)
- 1967 : Les Mystères de l'Ouest : Martin Dexter (Mike Road)
- 1971-1976 : Cannon : Frank Cannon (William Conrad)
- 1976-1983 : Quincy : Dr Quincy (Jack Klugman)
- 1977 : Les Diamants du président : Vidal (Götz George)
- 1978-1979 : Colorado : shérif Axel Dumire (Brian Keith)
- 1979 : Terreur à bord : Père Craig Dunleavy (Telly Savalas)

#### Séries d'animation
- 1965 : Les Sentinelles de l'air : Bela Gaat dit « The Hood »
- 1968 : Les Fous du volant : le sergent Grosse-Pomme
- 1969-1970 : Scooby-Doo, où es-tu ? : personnages secondaires
- 1976 : Il était une fois... l'Homme : Le Teigneux
- 1978 : Goldorak : Banta / Bélier / Titios
- 1978-1979 : Albator, le corsaire de l'espace : Docteur Zero
- Popeye : Brutus

## Livres audio
- Le Miracle de Jésus-Christ (1968) : voix de Jésus
- Les Secrets de l'Ouest (1971) : narrateur
- Une étrange légende (1976) : narrateur
- Le Vol de l'aigle (1979) : narrateur
- Voyage pour les Indes (1981) : narrateur